# Julius Carlebach (Soziologe)
Julius Carlebach (geboren am 28. Dezember 1922
in Hamburg; gestorben am 16. April 2001 in Brighton, Großbritannien) war ein deutsch-britischer Rabbiner und Hochschullehrer.
Er war ein Enkel des Lübecker Rabbiners Salomon Carlebach (1845–1919) und dessen Frau Esther Carlebach, die mit ihren zwölf Kindern und deren Nachkommen Stammeltern einer der angesehensten Rabbinerfamilien in Deutschland wurden.

## Leben
Julius Carlebach, der in seiner Familie „Buli“ gerufen wurde, war der Sohn des Oberrabbiners Joseph Carlebach (1883–1942) aus Hamburg. Dieser wurde mit seiner Frau Charlotte, geborene Preuss (* 1900), und den vier jüngsten der neun Kinder ins Gut Jungfernhof bei Riga deportiert. Die Eltern und ihre Töchter Ruth (* 1926), Noemi (* 1927) und Sara (* 1928) wurden am 26. März 1942 im Wald von Biķernieki bei Riga erschossen. Julius Carlebachs jüngerer Bruder Salomon Peter Carlebach (* 17. August 1925), der mit den Eltern und Schwestern verschleppt worden war, überlebte, weil er einem Arbeitskommando zugeteilt worden war. Er wurde später Rabbiner in New York.
Julius hatte insgesamt acht Geschwister, darunter Eva Sulamit (1919–1966), verheiratet mit dem Rabbiner Joseph Heinemann, Esther (* 1920), verheiratet mit Shimon Hackenbroch, Miriam Gillis-Carlebach (1922–2020), verheiratet mit Moshe Gillis, und Judith (1924–1970), verheiratet mit Geoffrey Heymann.
Julius Carlebach war der älteste Sohn. Er überlebte den Holocaust, weil er wie seine jüngere Schwester Judith im Dezember 1938 mit dem ersten Kindertransport nach Großbritannien kam. Miriam war 1938 im Alter von 16 Jahren nach Haifa gegangen, Eva begleitete einen Kindertransport nach England, Esther ging dorthin als Haushaltshilfe.
Julius Carlebach ging in London zur Schule, war anschließend Soldat bei der Royal Navy und leitete zehn Jahre lang ein Waisenhaus für jüdische Kinder in Norwood. Hier lernte er die aus Südafrika stammende Lehrerin Myrna Landau kennen, die er 1959 heiratete. 1946 erhielt er die britische Staatsbürgerschaft. 1959 ging er nach Kenia, wo er bis 1963 in Nairobi als Rabbiner tätig war und auch über die Juden in Nairobi publizierte (The Jews of Nairobi, 1962). In Kenia wurden die beiden Söhne des Paars geboren, Joseph Zwi Carlebach und Esriel Carlebach.
Ab 1964 lehrte er an der Universität Cambridge und anschließend an der University of Bristol. 1968 wurde er Associate Professor für Soziologie und Israel-Studien an der University of Sussex in Brighton. Dort leitete er den Fachbereich Soziologie. 1989 wurde er an die 1979 gegründete Hochschule für Jüdische Studien in Heidelberg berufen, deren Rektor er bis 1997 war. An der Hochschule hatte er einen Lehrstuhl für Geschichte inne.
Carlebach war Vorstandsmitglied des Leo-Baeck-Instituts und ab 1992 Mitherausgeber des Leo-Baeck-Jahrbuchs.
Über die Carlebach-Tradition sagte er in den 1990er Jahren in einem Interview: Ich glaube, die Carlebach-Tradition ist vor allen Dingen die Tradition der Juden, die sich in Deutschland eingelebt haben, ohne ihre traditionellen jüdischen Gebräuche und ihre Stellung aufzugeben. Das ist ein Judentum, das ganz besonders von Rabbiner Hildesheimer bewegt wurde, der in Berlin ein berühmtes Rabbinerseminar eröffnete, unter dem Motto „Tora-im-Derech-Eretz“. Das bedeutet, eine Verbindung zwischen zwei Kulturen zu finden – nicht, wie es heute oft der Fall ist, ohne Berührung wie zwei Parallelen nebeneinander herlaufend. (…) Ich glaube nicht, dass es so etwas wie einen typischen Carlebach gibt, aber ich bin auf jeden Fall „Carlebach-geprägt“.
Während seines Ruhestands lebte Julius Carlebach abwechselnd in Heidelberg und in Brighton, wo er im Jahr 2001 starb.

## Ehrungen
Die Bundesrepublik Deutschland würdigte Carlebachs Verdienste 1994 mit der Verleihung des Großen Bundesverdienstkreuzes. Baden-Württemberg verlieh ihm 1997 die Verdienstmedaille des Bundeslandes. 2002 wurde im Bibliotheksfoyer der Universität Sussex die Ausstellung The diverse life of Julius Carlebach, 1922–2001 gezeigt, die sich mit seiner Kindheit in Hamburg, seinen Erfahrungen als Emigrant, seiner Zeit bei der Royal Navy, seinen Jahren in Kenia und seiner wissenschaftlichen Arbeit in Cambridge, Bristol, Sussex und Heidelberg beschäftigte. Die Hochschule für Jüdische Studien in Heidelberg ehrte ihren ehemaligen Rektor 2003 mit der Herausgabe der Denkschrift Yagdil Tora we-Ya’adir.

## Werke (Auswahl)
- The Jews of Nairobi. Nairobi 1962.
- Caring for Children in Trouble. London 1970.
- Das Judentum in der deutschen Umwelt. Tübingen 1977.
- Karl Marx and the Radical Critique of Judaism. London 1978, ISBN 0-7100-8279-7.
- Probleme des jüdischen Universitätslebens. London 1981.
- Orthodox Jewry in Germany – the Final Stages. Tübingen 1986.
- Zur Geschichte der jüdischen Frau in Deutschland. (Hrsg.), Berlin 1993.